# Jesús Gámez
Jesús Gámez Duarte (Fuengirola, 10 aprile 1985) è un ex calciatore spagnolo, di ruolo difensore.

## Caratteristiche tecniche
È un terzino destro dotato di buona velocità, inoltre può giocare anche a sinistra.

## Carriera
Ha giocato per due anni nella squadra B, per poi militare nove anni nel Málaga, diventandone negli anni un leader ed anche il capitano.
L'8 agosto 2014 passa all'Atletico Madrid.
Con la maglia dei Colchoneros raggiunge, il 21 marzo 2015, il traguardo delle 200 partite in Primera División.
L'8 luglio 2016 si trasferisce al Newcastle, nella seconda serie inglese.

## Statistiche

### Presenze e reti nei club
Statistiche aggiornate al 23 agosto 2021.
| Stagione               | Squadra                | Campionato             | Campionato | Campionato | Coppe nazionali | Coppe nazionali | Coppe nazionali | Coppe continentali | Coppe continentali | Coppe continentali | Altre coppe | Altre coppe | Altre coppe | Totale | Totale |
| Stagione               | Squadra                | Comp                   | Pres       | Reti       | Comp            | Pres            | Reti            | Comp               | Pres               | Reti               | Comp        | Pres        | Reti        | Pres   | Reti   |
| ---------------------- | ---------------------- | ---------------------- | ---------- | ---------- | --------------- | --------------- | --------------- | ------------------ | ------------------ | ------------------ | ----------- | ----------- | ----------- | ------ | ------ |
| 2005-2006              | Málaga                 | PD                     | 15         | 0          | CR              | 0               | 0               | -                  | -                  | -                  | -           | -           | -           | 30     | 3      |
| 2006-2007              | Málaga                 | SD                     | 38         | 1          | CR              | 2               | 0               | -                  | -                  | -                  | -           | -           | -           | 40     | 1      |
| 2007-2008              | Málaga                 | SD                     | 35         | 0          | CR              | 1               | 0               | -                  | -                  | -                  | -           | -           | -           | 36     | 0      |
| 2008-2009              | Málaga                 | PD                     | 35         | 0          | CR              | 0               | 0               | -                  | -                  | -                  | -           | -           | -           | 35     | 0      |
| 2009-2010              | Málaga                 | PD                     | 32         | 0          | CR              | 4               | 0               | -                  | -                  | -                  | -           | -           | -           | 36     | 0      |
| 2010-2011              | Málaga                 | PD                     | 30         | 0          | CR              | 2               | 0               | -                  | -                  | -                  | -           | -           | -           | 32     | 0      |
| 2011-2012              | Málaga                 | PD                     | 26         | 0          | CR              | 1               | 0               | -                  | -                  | -                  | -           | -           | -           | 27     | 0      |
| 2012-2013              | Málaga                 | PD                     | 28         | 0          | CR              | 4               | 0               | UCL                | 10                 | 0                  | -           | -           | -           | 42     | 0      |
| 2013-2014              | Málaga                 | PD                     | 28         | 0          | CR              | 2               | 0               |                    | -                  | -                  |             | -           | -           | 30     | 0      |
| Totale Malaga          | Totale Malaga          | Totale Malaga          | 267        | 1          |                 | 16              | 0               |                    | 10                 | 0                  |             |             |             | 293    | 1      |
| 2014-2015              | Atletico Madrid        | PD                     | 14         | 0          | CR              | 4               | 0               | UCL                | 3                  | 0                  | SS          | 0           | 0           | 21     | 0      |
| 2015-2016              | Atletico Madrid        | PD                     | 10         | 0          | CR              | 5               | 0               | UCL                | 1                  | 0                  | -           | -           | -           | 16     | 0      |
| Totale Atletico Madrid | Totale Atletico Madrid | Totale Atletico Madrid | 24         | 0          |                 | 9               | 0               |                    | 4                  | 0                  |             | 0           | 0           | 37     | 0      |
| 2016-2017              | Newcastle              | FLC                    | 5          | 0          | FACup+CdL       | 1+1             | 0+0             | -                  | -                  | -                  | -           | -           | -           | 7      | 0      |
| 2017-2018              | Newcastle              | PL                     | 2          | 0          | FACup+CdL       | 0+1             | 0+0             | -                  | -                  | -                  | -           | -           | -           | 3      | 0      |
| Totale Newcastle       | Totale Newcastle       | Totale Newcastle       | 7          | 0          |                 | 3               | 0               |                    | 0                  | 0                  |             | 0           | 0           | 10     | 0      |
| Totale carriera        | Totale carriera        | Totale carriera        | 298        | 1          |                 | 28              | 0               |                    | 14                 | 0                  |             | 0           | 0           | 340    | 1      |

## Palmarès

### Club
- Supercoppa di Spagna: 1

Atlético Madrid: 2014
- Football League Championship: 1

Newcastle Utd: 2016-2017

### Nazionale
- Giochi del Mediterraneo: 1

 2005